# Coeliccia membranipes
Coeliccia membranipes är en trollsländeart. Coeliccia membranipes ingår i släktet Coeliccia och familjen flodflicksländor.

## Underarter
Arten delas in i följande underarter:
- C. m. membranipes
- C. m. nemoricola
- C. m. nereis